# 폴터가이스트 (2015년 영화)
《폴터가이스트》(영어: Poltergeist)는 2015년 공개된 미국의 초자연 공포 영화이다. 1982년 공개된 동명 영화의 리메이크이자 리부트이며, 폴터가이스트 프랜차이즈 네 번째 작품이다.

## 줄거리
에릭과 에이미가 아이 셋과 함께 일리노이주 교외 집으로 이사한 뒤 막내딸 매디에게 상상 속 친구가 생긴다. 하지만 곧 사악한 영이 실체를 드러내고 매디를 납치한다. 부부는 초자연 존재를 상대하는 초심리학 연구팀에게 매디의 구출을 의뢰한다.

## 출연
- 샘 록웰
- 로즈마리 디윗
- 색슨 샤비노
- 카일 캐틀렛
- 케네디 클레먼츠
- 재러드 해리스
- 제인 애덤스
- 니컬러스 브론
- 수전 헤이워드

## 기타 제작진
- 의상: 델핀 화이트